# نجيب بالهادي

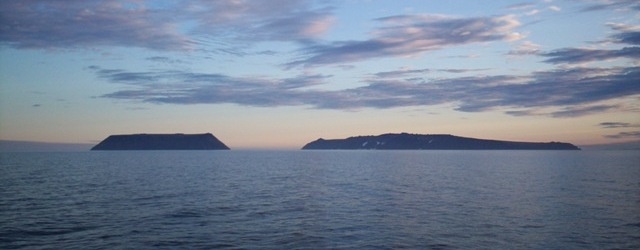
صورة لجزر ديوميد

نجيب بالهادي (صفاقس، 26 جويلية 1952) سباح تونسي حر. حقق إنجازات عالمية في ميدان السباحة، كالسباحة في المياه منخفضة الحرارة، آخرها كان قطع المسافة الفاصلة بين جزيرتي ديوماد الروسية والأمريكي، وسباحات أخرى كالسباحة الحديدية  والسباحة الماراطونية

## الإنجازات
صاحب أول  انجاز للسباحة الماراطونية  في تونس  بعبوره قرقنة- صفاقس   20 كلم وبتوقيت 7 س 24دق وذلك يوم 25جوان 1991 بمناسبة ذكرى انبعاث الجيش الوطني التونسي.
نجح نجيب بلهادي كاول تونسي والوحيد إلى حد الآن سباحة بحر المانش من انقلترا إلى فرنسا يوم 15 سبتمبر 1993 بتوقيت 16ساعة و  35 دقيقة  في أقوى تيار وبحر هائج وقد تأسس كأس يحمل اسم بلهادي من طرف المنظمة العالمية لسباحة المانش لتتوج السباحين الفائزين في أقوى تيار في  كل  موسم.
-سباح قنال صقلية: إيطاليا  –  تونس 1995 وأوقف العبور في  نصف الطريق  من طرف الحكم لعدم صلوحية البحر للسباحة بسبب وجود ألاف  من القريصة  ويحتفظ بلقب الأول والوحيد العابر ضد التيار .
انجز ماراطون 1400كلم سباحة على طول الساحل التونسي على مراحل استغرق 19 شهرا 2011-2012. اثناء ماراطونه ونجح على سبيل الذكر ولا الحصر عبور زمبرتة- رأس أدرك ومضيق أجيم-جرف والنهر الكبير والنهر الصغير وقنطرة جربة -جرجيس وبحيرة البيبان - ميناء الكتف – بحر أبار النفط عشطروط  تقع على بعد 100 كلم  من ساحل خليج قابس- جزر قرياط –المنستير
-فاز بلقب أفضل سباح مقتدر في العالم 2011 بانجازه أطول ماراطون  في العالم على مراحل 1400 كلم  على طول الساحل التونسي  وتم تتويجه بالبوديوم العالمي للمنظمة العالمية لسباحة المياه المفتوحة WOWSA ورواق مشاهير للسباحة الماراطونية IMSHOF بالسفينة Mary Queen بلوس أنجلس يوم 22 سبتمبر 2012
حقق إنجازا عالميا جديدا بنجاحه في عبور المسافة الفاصلة بين جزيرتي ديوماد الروسية وديوميد الأمريكية من مضيق البرينغ الرابط بين منطقتي ألاسكا وروسيا بالقطب الشمالي على امتداد 4 كيلومترات وفي درجة حرارة تصل إلى درجتين تحت الصفر.
وإنطلقت رحلة السباح التونسي في المياه الباردة من جزيرة ديوماد الروسية في حدود الساعة 16 و28د ليصل إلى جزيرة ديوماد الأمريكية على الساعة 17 و07د محققا بذلك رقما عالميا جديدا خلف الأمريكية لين كوكس التي قطعت 3 فاصل 7 كلم في أوت 1987.
نجح في عبور قنال جزيرة جالطة - كاب سيرات المسافة 40 كم وذلك  في يوم 31 جويلية 1999 في توقيت:7 س 27 د. يدخل هذا الإنجاز الأول في تونس في هذا المسلك بالذات في إطار تقييم السباح بحضور لجنة طبية فنية شهدت بتمتع السباح بقدرات خارقة وان دقات قلبه لم تتجاوز  98 دقة في الثانية لدى وصوله.
سباح السدود التونسية 2013   في فصل الشتاء والربيع وذلك تحضيرا  لعبور مضيق البيرينق- نجح في سباحة البحيرات السدود التالية: جدليان القصرين-وادي ملاق -البراق- سيدي سالم حيث حطم نجيب بالهادي رقمه القياسي العالمي في السباحة في المياه منخفضة الحرارة حيث تمكن من قطع 13 كلمترا، ومن السباحة لمدة تجاوزت الثلاثة ساعات و15 دقيقة في درجة حرارة تبلغ سبعة درجات وجاب السباح كل ارجاء البحيرة العليا لسد سيدى سالم وهو أكبر سد في تونس حيث يمسح حوضه 4300 هكتارا ويبلغ عمقه 57 مترا وطاقة استيعابه 555 مليون متر مكعب.
نجح في انجاز رقم قياسي عالمي غير مسبوق في سباحة المياه الشبه المتجدة ببحيرة سد الزويتينة - بربرة- بولاية جندوبة وذلك يوم  12 جانفي 20180 قطع السباح مسافة مباشرة 3 كلم   في مدة  1س45 دق  في درج حرارة مائية 1سلسيس.
نجح في انجاز رقم قياسي عالمي في سباحة المياه الشبه المتجدة ببجيرة سد وادي ملاق وذلك يوم  26 ديسمبر 20170 قطع السباح  كلم مسافة مباشرة 3 كلم   في مدة  45 دق  في درج حرارة مائية 2,5سلسيس.
-سباح شمال ألاسكا - درجتين حرارة مائية 2013 -(Nome) نهر ناتوما - تاهو –خليج سان فرانسيسكو - خليج لا جولا كوف باي - سانتا بربرا - لونغ بيتش - جزيرة نابول بمدينة لوس انجلس
انتخب رجل السنة لسنة 2016 من قبل المنظمة العالمية لسباحة المياه المفتوحة WOWSA
حقق انجازات عالمية خارقة في السباحة الحديدية  بسحبه  القوارب والمراكب وحتى السفن بالعوم رابطا حبلا حول صدره ووصلت عملية السحب إلى ذروتها بسحبه سفينة فرحات حشاد لشركة سونتراك تزن 1014 طنا لمسافة 425 م بميناء صفاقس يوم 22 ماي 2017
كما حطم السباح يوم الثلاثاء 18 سبتمبر 2018 رقما قياسيا عالميا في السباحة اثر قيامه برحلة سباحة في عرض البحر انطلقت من صفاقس يوم 15 سبتمبر ليقطع مسافة 120 كلم ويصل إلى الضفة الشرقية من جزيرة جربة بعد 77 ساعة سباحة دون توقف.ويذكر أن الرقم القياسي السابق يملكه سباح سلوفيني بـ 55 ساعة و 16 دقيقة.
توج نجيب بلهادي بكاس أطول سباحة في البحار في التاريخ   بالنادي الاولمبي بسان فرنسيسكو يوم 10 نوفمبر 2018 وترشح لنيل لقب أفضل  سباح مقتدر لسنة 2018.[بحاجة لمصدر]